# Контримавичюс, Витаутас
Ви́таутас Контрима́вичюс (лит. Vytautas Kontrimavičius, 22 января 1930, Каунас — 20 сентября 2016) — советский и литовский гельминтолог и паразитолог, основатель и директор Института биологических проблем Севера в 1972—1982 годах, директор Института зоологии и паразитологии АН Литовской ССР в 1984—1989 годах, главный редактор журнала «Паразитология» с 1983 по 1992 год.

## Биография
В 1947 году поступил в Литовскую ветеринарную академию, затем перевёлся и в 1952 году закончил Ленинградский ветеринарный институт. В 1952—1955 годах — аспирант созданной академиком К. И. Скрябиным Гельминтологической лаборатории АН СССР (ГЕЛАН); в 1956—1968 годах — младший, затем старший научный сотрудник ГЕЛАН. С 1956 года — кандидат биологических наук (тема диссертации — «Гельминтофауна зайцев СССР и опыт её эколого-географического анализа»), с 1968 года — доктор биологических наук (тема диссертации — «Гельминтофауна куньих и пути её формирования»). С 1968 года — заведующий Отделом биологических проблем Севера Северо-Восточного комплексного научно-исследовательского института Сибирского отделения АН СССР (Магадан), с 1972 года — директор-организатор  Института биологических проблем Севера ДВО РАН. С 1970 года — член-корреспондент АН СССР. Руководитель ряда Союзных гельминтологических экспедиций в районы Дальнего Востока и Крайнего Севера.
В 1982 году переехал в Литву, стал заведующим отдела паразитологии Института зоологии и паразитологии АН ЛССР (сейчас Институт экологии Литовской АН), в 1984—1989 годах — директор этого института. С 1980 года — академик АН ЛССР. В 1984—1990 годах — главный редактор журнала «Паразитология» АН СССР. В 1982—1988 годах — член совета Всемирного паразитологического общества, в 1984—1990 годах — председатель секции паразитологии Национального биологического комитета СССР. Создатель и в 1992—2002 годах президент Балтийского паразитологического общества.
Основные научные интересы — исследование и систематика паразитических червей птиц и наземных млекопитающих, в особенности заячьих и куньих, в частности, обитателей Крайнего Севера. Труды по экологии, систематике и зоогеографии гельминтов млекопитающих, фаунистическим комплексам паразитов.

## Награды и звания
- орден Октябрьской Революции
- орден Трудового Красного Знамени (21.01.1980)
- медали